# Jan Brans
Jan Victor Lucien Brans (Sint-Truiden, 5 maart 1908 - Antwerpen, 7 oktober 1986) was een Belgisch journalist en collaborateur tijdens de Tweede Wereldoorlog.

## Levensloop
Na middelbare studies aan het college van Sint-Truiden en studies aan de Katholieke Universiteit Leuven, promoveerde Brans in 1932 tot doctor in de rechten. In zijn studententijd was hij lid van het Algemeen Katholiek Vlaams Studentenverbond (AKVS) en propagandist voor de Katholieke Vlaamsche Volkspartij Limburg.
Hij werd redacteur van het Nederlandse tijdschrift Roeping en was in 1933 een tijd plaatsvervangend hoofdredacteur bij het dagblad De Schelde. In 1934 werd hij advocaat in Antwerpen. Hij werd actief in de volksuniversiteit Herman van den Reeck en in het Algemeen Vlaams Hoogstudentenverbond. Hij gaf talrijke lezingen, die achteraf gepubliceerd werden.
In 1940 werd hij hoofdredacteur van Volk en Staat, de opvolger van De Schelde en de spreekbuis van het VNV, nadat de leiding van deze krant weggevoerd was naar Frankrijk. Nadat de hoofdredacteur Antoon Mermans was teruggekeerd, werd hij aan het hoofd gesteld van een volkse uitgave van de krant, terwijl Brans belast werd met een B-editie, bestemd voor meer intellectuele lezers. Hierin trok hij erg van leer tegen de sterker wordende DeVlag, concurrent van het VNV. Hij bevocht de idee van een opslorping van Vlaanderen binnen het Germaanse Rijk en pleitte voor een zelfstandig Vlaanderen of Groot-Nederland, binnen dit Rijk. Het boek waarin hij deze thesis uiteenzette, werd door de bezetter in beslag genomen. Voortaan botste Brans geregeld met de Duitse overheid. Hij bleef anderzijds hetzelfde antisemitisme belijden dat hij al voor de oorlog aanhing.
In 1943 en 1944 reisde hij naar Spanje voor reportages. De tweede maal keerde hij niet meer naar België terug. In 1945 werd hij bij verstek ter dood veroordeeld. Vanuit Spanje leverde hij, onder pseudoniemen, bijdragen aan De Standaard, aan Dietsche Warande en Belfort en aan 't Pallieterke. Hij schreef kunsthistorische studies die onder meer door het Davidsfonds werden uitgegeven.
In 1968, de gerechtelijke problemen achter de rug, kwam Brans weer naar België. In 1978 werd hij adviseur bij Karel Dillen en stond hij mee aan de wieg van het Vlaams Blok.
Hij werd een van de belangrijke gesprekspartners tijdens de door Maurice De Wilde aan de collaboratie gewijde tv-uitzendingen. Deze uitzendingen, vanaf 1974 opgenomen, werden in de periode 1982-1991 uitgezonden op de BRT.
In 1979 maakte hij kennis met Mia Dujardin en het jaar daarop trouwden ze.

## Publicaties
- Geschiedenis en politiek, 1937.
- Het Dietsche bewustzijn in Zuid-Nederland, 1938.
- De illusie der historische volksverbondenheid, 1938.
- Het zelfstandigheidsnationalisme in de Vlaamse Beweging, 1940.
- De Idée Belge, 1940.
- Bevolking en levensruimte der Nederlanden, 1941.
- De Rijksgedachte, 1941.
- Ons volk en zijn taal, 1941.
- De gevangene van Tordesillas, prof. A. Boonprijs van het Davidsfonds, 1962.